# Les Yeux du dragon (film)
Ne doit pas être confondu avec Les Yeux du dragon.
Les Yeux du dragon est un court métrage d'animation français de Ladislas Starewitch réalisé en 1925.

## Synopsis
Jadis le prince Tchao-sin aimait la princesse Hadjuin-li, mais le méchant Lao-Tchang (symbolisant les nuages) s’opposait à leur bonheur. Désireux de lui échapper, les deux amoureux se mirent en route pour le pays de l’Amour où, leur avait-on dit, jamais les nuages n’obscurcissaient le soleil. Sur la route se tenait un dragon qui cherchait à attirer les voyageurs dans sa caverne. Les malheureux qui le suivaient ne revoyaient jamais le jour. Mais les deux amoureux, forts de leur affection, résistèrent à la dangereuse séduction. Lao-Tchang, moins prudent qu’eux, fut tué. Ayant heureusement continué leur voyage, le prince et la princesse arrivèrent au pays où le bonheur règne perpétuellement. Des milliers d’années (représentées à l’écran par un jeu curieux de constellations) passèrent. Dépité de voir toujours heureux ceux dont il avait voulu en vain faire ses victimes, le dragon s’arracha les yeux. Ces yeux devinrent deux superbes diamants qui tombèrent entre les mains des héros. Le prince Tchao-sin prévint la princesse que les feux des diamants étaient dangereux ; sans l’écouter, elle joua avec les merveilleux joyaux ; chaque objet vivant qui était touché par un rayon d’un diamant se pétrifiait aussitôt, devenant semblable à de la porcelaine. C’est ainsi qu’eux-mêmes, s’étant imprudemment exposés à la lumière des pierres, furent transformés en un vase en porcelaine précieuse.

## Fiche technique
- Titre : Les Yeux du dragon
- Réalisation : Ladislas Starewitch
- Scénario : Ladislas Starewitch
- Animation : Ladislas Starewitch
- Date de sortie : 1925
- Durée : 20 minutes